# Ретроградный анализ
Ретроградный анализ (ретроанализ, РА) — жанр шахматной композиции, в котором для выполнения задания необходимо определить предысторию заданной позиции. Согласно международному Кодексу, ретроанализ принадлежит к особым видам шахматной композиции. Ретроградный анализ, в свою очередь, подразделяется на ряд ретрожанров — ретрокомпозиции классического стиля, кратчайшие доказательные партии, ретракторы, нелегальные кластеры, задачи на раскраску, задачи без доски или без фигур и другие.
Распространённые сюжеты ретроанализа: право на рокировку, взятие на проходе, правило 50 ходов, ретропат, превращения в слабые фигуры, очередь хода, эффект цветности фигур (слонов), ретробухгалтерия.

## Основания ретроанализа
При помощи ретроанализа определяют легальность позиции, возможность рокировки и взятия на проходе, очерёдность хода, наличие данной фигуры в начальной позиции или её появление в результате превращения пешки, применимость правила 50 ходов и так далее. Задачи, которые нельзя решить без предварительного ретроанализа, появились в середине XIX века; разработка этой области композиции связана прежде всего с именами С. Лойда, позднее А. Троицкого.
Особую группу композиций, использующих ретроанализ для решения, образуют задачи с взятием хода (ходов) обратно — так называемые ретракторы. Различают 2 вида заданий в ретракторах:
- а) ретроматы — белые и чёрные берут обратно ряд ходов, затем белые выполняют задание (обычно мат чёрному королю в один ход);
- б) белые берут обратно свой последний ход и матуют чёрного короля в заданное число ходов. Первые задачи 2-го типа опубликовала в конце XIX века Э. Бэрд.

## Примеры
|   | a | b | c | d | e | f | g | h |   |
| - | --- | --- | --- | --- | --- | --- | --- | --- | - |
| 8 | b8 белый король · e8 чёрный король · h8 чёрная ладья · b7 чёрная пешка · c7 белая ладья · h7 чёрная пешка · b6 чёрная пешка · e6 белая пешка · h6 белая пешка · a5 чёрная пешка · d5 белая пешка · e1 чёрный конь | b8 белый король · e8 чёрный король · h8 чёрная ладья · b7 чёрная пешка · c7 белая ладья · h7 чёрная пешка · b6 чёрная пешка · e6 белая пешка · h6 белая пешка · a5 чёрная пешка · d5 белая пешка · e1 чёрный конь | b8 белый король · e8 чёрный король · h8 чёрная ладья · b7 чёрная пешка · c7 белая ладья · h7 чёрная пешка · b6 чёрная пешка · e6 белая пешка · h6 белая пешка · a5 чёрная пешка · d5 белая пешка · e1 чёрный конь | b8 белый король · e8 чёрный король · h8 чёрная ладья · b7 чёрная пешка · c7 белая ладья · h7 чёрная пешка · b6 чёрная пешка · e6 белая пешка · h6 белая пешка · a5 чёрная пешка · d5 белая пешка · e1 чёрный конь | b8 белый король · e8 чёрный король · h8 чёрная ладья · b7 чёрная пешка · c7 белая ладья · h7 чёрная пешка · b6 чёрная пешка · e6 белая пешка · h6 белая пешка · a5 чёрная пешка · d5 белая пешка · e1 чёрный конь | b8 белый король · e8 чёрный король · h8 чёрная ладья · b7 чёрная пешка · c7 белая ладья · h7 чёрная пешка · b6 чёрная пешка · e6 белая пешка · h6 белая пешка · a5 чёрная пешка · d5 белая пешка · e1 чёрный конь | b8 белый король · e8 чёрный король · h8 чёрная ладья · b7 чёрная пешка · c7 белая ладья · h7 чёрная пешка · b6 чёрная пешка · e6 белая пешка · h6 белая пешка · a5 чёрная пешка · d5 белая пешка · e1 чёрный конь | b8 белый король · e8 чёрный король · h8 чёрная ладья · b7 чёрная пешка · c7 белая ладья · h7 чёрная пешка · b6 чёрная пешка · e6 белая пешка · h6 белая пешка · a5 чёрная пешка · d5 белая пешка · e1 чёрный конь | 8 |
| 7 | b8 белый король · e8 чёрный король · h8 чёрная ладья · b7 чёрная пешка · c7 белая ладья · h7 чёрная пешка · b6 чёрная пешка · e6 белая пешка · h6 белая пешка · a5 чёрная пешка · d5 белая пешка · e1 чёрный конь | b8 белый король · e8 чёрный король · h8 чёрная ладья · b7 чёрная пешка · c7 белая ладья · h7 чёрная пешка · b6 чёрная пешка · e6 белая пешка · h6 белая пешка · a5 чёрная пешка · d5 белая пешка · e1 чёрный конь | b8 белый король · e8 чёрный король · h8 чёрная ладья · b7 чёрная пешка · c7 белая ладья · h7 чёрная пешка · b6 чёрная пешка · e6 белая пешка · h6 белая пешка · a5 чёрная пешка · d5 белая пешка · e1 чёрный конь | b8 белый король · e8 чёрный король · h8 чёрная ладья · b7 чёрная пешка · c7 белая ладья · h7 чёрная пешка · b6 чёрная пешка · e6 белая пешка · h6 белая пешка · a5 чёрная пешка · d5 белая пешка · e1 чёрный конь | b8 белый король · e8 чёрный король · h8 чёрная ладья · b7 чёрная пешка · c7 белая ладья · h7 чёрная пешка · b6 чёрная пешка · e6 белая пешка · h6 белая пешка · a5 чёрная пешка · d5 белая пешка · e1 чёрный конь | b8 белый король · e8 чёрный король · h8 чёрная ладья · b7 чёрная пешка · c7 белая ладья · h7 чёрная пешка · b6 чёрная пешка · e6 белая пешка · h6 белая пешка · a5 чёрная пешка · d5 белая пешка · e1 чёрный конь | b8 белый король · e8 чёрный король · h8 чёрная ладья · b7 чёрная пешка · c7 белая ладья · h7 чёрная пешка · b6 чёрная пешка · e6 белая пешка · h6 белая пешка · a5 чёрная пешка · d5 белая пешка · e1 чёрный конь | b8 белый король · e8 чёрный король · h8 чёрная ладья · b7 чёрная пешка · c7 белая ладья · h7 чёрная пешка · b6 чёрная пешка · e6 белая пешка · h6 белая пешка · a5 чёрная пешка · d5 белая пешка · e1 чёрный конь | 7 |
| 6 | b8 белый король · e8 чёрный король · h8 чёрная ладья · b7 чёрная пешка · c7 белая ладья · h7 чёрная пешка · b6 чёрная пешка · e6 белая пешка · h6 белая пешка · a5 чёрная пешка · d5 белая пешка · e1 чёрный конь | b8 белый король · e8 чёрный король · h8 чёрная ладья · b7 чёрная пешка · c7 белая ладья · h7 чёрная пешка · b6 чёрная пешка · e6 белая пешка · h6 белая пешка · a5 чёрная пешка · d5 белая пешка · e1 чёрный конь | b8 белый король · e8 чёрный король · h8 чёрная ладья · b7 чёрная пешка · c7 белая ладья · h7 чёрная пешка · b6 чёрная пешка · e6 белая пешка · h6 белая пешка · a5 чёрная пешка · d5 белая пешка · e1 чёрный конь | b8 белый король · e8 чёрный король · h8 чёрная ладья · b7 чёрная пешка · c7 белая ладья · h7 чёрная пешка · b6 чёрная пешка · e6 белая пешка · h6 белая пешка · a5 чёрная пешка · d5 белая пешка · e1 чёрный конь | b8 белый король · e8 чёрный король · h8 чёрная ладья · b7 чёрная пешка · c7 белая ладья · h7 чёрная пешка · b6 чёрная пешка · e6 белая пешка · h6 белая пешка · a5 чёрная пешка · d5 белая пешка · e1 чёрный конь | b8 белый король · e8 чёрный король · h8 чёрная ладья · b7 чёрная пешка · c7 белая ладья · h7 чёрная пешка · b6 чёрная пешка · e6 белая пешка · h6 белая пешка · a5 чёрная пешка · d5 белая пешка · e1 чёрный конь | b8 белый король · e8 чёрный король · h8 чёрная ладья · b7 чёрная пешка · c7 белая ладья · h7 чёрная пешка · b6 чёрная пешка · e6 белая пешка · h6 белая пешка · a5 чёрная пешка · d5 белая пешка · e1 чёрный конь | b8 белый король · e8 чёрный король · h8 чёрная ладья · b7 чёрная пешка · c7 белая ладья · h7 чёрная пешка · b6 чёрная пешка · e6 белая пешка · h6 белая пешка · a5 чёрная пешка · d5 белая пешка · e1 чёрный конь | 6 |
| 5 | b8 белый король · e8 чёрный король · h8 чёрная ладья · b7 чёрная пешка · c7 белая ладья · h7 чёрная пешка · b6 чёрная пешка · e6 белая пешка · h6 белая пешка · a5 чёрная пешка · d5 белая пешка · e1 чёрный конь | b8 белый король · e8 чёрный король · h8 чёрная ладья · b7 чёрная пешка · c7 белая ладья · h7 чёрная пешка · b6 чёрная пешка · e6 белая пешка · h6 белая пешка · a5 чёрная пешка · d5 белая пешка · e1 чёрный конь | b8 белый король · e8 чёрный король · h8 чёрная ладья · b7 чёрная пешка · c7 белая ладья · h7 чёрная пешка · b6 чёрная пешка · e6 белая пешка · h6 белая пешка · a5 чёрная пешка · d5 белая пешка · e1 чёрный конь | b8 белый король · e8 чёрный король · h8 чёрная ладья · b7 чёрная пешка · c7 белая ладья · h7 чёрная пешка · b6 чёрная пешка · e6 белая пешка · h6 белая пешка · a5 чёрная пешка · d5 белая пешка · e1 чёрный конь | b8 белый король · e8 чёрный король · h8 чёрная ладья · b7 чёрная пешка · c7 белая ладья · h7 чёрная пешка · b6 чёрная пешка · e6 белая пешка · h6 белая пешка · a5 чёрная пешка · d5 белая пешка · e1 чёрный конь | b8 белый король · e8 чёрный король · h8 чёрная ладья · b7 чёрная пешка · c7 белая ладья · h7 чёрная пешка · b6 чёрная пешка · e6 белая пешка · h6 белая пешка · a5 чёрная пешка · d5 белая пешка · e1 чёрный конь | b8 белый король · e8 чёрный король · h8 чёрная ладья · b7 чёрная пешка · c7 белая ладья · h7 чёрная пешка · b6 чёрная пешка · e6 белая пешка · h6 белая пешка · a5 чёрная пешка · d5 белая пешка · e1 чёрный конь | b8 белый король · e8 чёрный король · h8 чёрная ладья · b7 чёрная пешка · c7 белая ладья · h7 чёрная пешка · b6 чёрная пешка · e6 белая пешка · h6 белая пешка · a5 чёрная пешка · d5 белая пешка · e1 чёрный конь | 5 |
| 4 | b8 белый король · e8 чёрный король · h8 чёрная ладья · b7 чёрная пешка · c7 белая ладья · h7 чёрная пешка · b6 чёрная пешка · e6 белая пешка · h6 белая пешка · a5 чёрная пешка · d5 белая пешка · e1 чёрный конь | b8 белый король · e8 чёрный король · h8 чёрная ладья · b7 чёрная пешка · c7 белая ладья · h7 чёрная пешка · b6 чёрная пешка · e6 белая пешка · h6 белая пешка · a5 чёрная пешка · d5 белая пешка · e1 чёрный конь | b8 белый король · e8 чёрный король · h8 чёрная ладья · b7 чёрная пешка · c7 белая ладья · h7 чёрная пешка · b6 чёрная пешка · e6 белая пешка · h6 белая пешка · a5 чёрная пешка · d5 белая пешка · e1 чёрный конь | b8 белый король · e8 чёрный король · h8 чёрная ладья · b7 чёрная пешка · c7 белая ладья · h7 чёрная пешка · b6 чёрная пешка · e6 белая пешка · h6 белая пешка · a5 чёрная пешка · d5 белая пешка · e1 чёрный конь | b8 белый король · e8 чёрный король · h8 чёрная ладья · b7 чёрная пешка · c7 белая ладья · h7 чёрная пешка · b6 чёрная пешка · e6 белая пешка · h6 белая пешка · a5 чёрная пешка · d5 белая пешка · e1 чёрный конь | b8 белый король · e8 чёрный король · h8 чёрная ладья · b7 чёрная пешка · c7 белая ладья · h7 чёрная пешка · b6 чёрная пешка · e6 белая пешка · h6 белая пешка · a5 чёрная пешка · d5 белая пешка · e1 чёрный конь | b8 белый король · e8 чёрный король · h8 чёрная ладья · b7 чёрная пешка · c7 белая ладья · h7 чёрная пешка · b6 чёрная пешка · e6 белая пешка · h6 белая пешка · a5 чёрная пешка · d5 белая пешка · e1 чёрный конь | b8 белый король · e8 чёрный король · h8 чёрная ладья · b7 чёрная пешка · c7 белая ладья · h7 чёрная пешка · b6 чёрная пешка · e6 белая пешка · h6 белая пешка · a5 чёрная пешка · d5 белая пешка · e1 чёрный конь | 4 |
| 3 | b8 белый король · e8 чёрный король · h8 чёрная ладья · b7 чёрная пешка · c7 белая ладья · h7 чёрная пешка · b6 чёрная пешка · e6 белая пешка · h6 белая пешка · a5 чёрная пешка · d5 белая пешка · e1 чёрный конь | b8 белый король · e8 чёрный король · h8 чёрная ладья · b7 чёрная пешка · c7 белая ладья · h7 чёрная пешка · b6 чёрная пешка · e6 белая пешка · h6 белая пешка · a5 чёрная пешка · d5 белая пешка · e1 чёрный конь | b8 белый король · e8 чёрный король · h8 чёрная ладья · b7 чёрная пешка · c7 белая ладья · h7 чёрная пешка · b6 чёрная пешка · e6 белая пешка · h6 белая пешка · a5 чёрная пешка · d5 белая пешка · e1 чёрный конь | b8 белый король · e8 чёрный король · h8 чёрная ладья · b7 чёрная пешка · c7 белая ладья · h7 чёрная пешка · b6 чёрная пешка · e6 белая пешка · h6 белая пешка · a5 чёрная пешка · d5 белая пешка · e1 чёрный конь | b8 белый король · e8 чёрный король · h8 чёрная ладья · b7 чёрная пешка · c7 белая ладья · h7 чёрная пешка · b6 чёрная пешка · e6 белая пешка · h6 белая пешка · a5 чёрная пешка · d5 белая пешка · e1 чёрный конь | b8 белый король · e8 чёрный король · h8 чёрная ладья · b7 чёрная пешка · c7 белая ладья · h7 чёрная пешка · b6 чёрная пешка · e6 белая пешка · h6 белая пешка · a5 чёрная пешка · d5 белая пешка · e1 чёрный конь | b8 белый король · e8 чёрный король · h8 чёрная ладья · b7 чёрная пешка · c7 белая ладья · h7 чёрная пешка · b6 чёрная пешка · e6 белая пешка · h6 белая пешка · a5 чёрная пешка · d5 белая пешка · e1 чёрный конь | b8 белый король · e8 чёрный король · h8 чёрная ладья · b7 чёрная пешка · c7 белая ладья · h7 чёрная пешка · b6 чёрная пешка · e6 белая пешка · h6 белая пешка · a5 чёрная пешка · d5 белая пешка · e1 чёрный конь | 3 |
| 2 | b8 белый король · e8 чёрный король · h8 чёрная ладья · b7 чёрная пешка · c7 белая ладья · h7 чёрная пешка · b6 чёрная пешка · e6 белая пешка · h6 белая пешка · a5 чёрная пешка · d5 белая пешка · e1 чёрный конь | b8 белый король · e8 чёрный король · h8 чёрная ладья · b7 чёрная пешка · c7 белая ладья · h7 чёрная пешка · b6 чёрная пешка · e6 белая пешка · h6 белая пешка · a5 чёрная пешка · d5 белая пешка · e1 чёрный конь | b8 белый король · e8 чёрный король · h8 чёрная ладья · b7 чёрная пешка · c7 белая ладья · h7 чёрная пешка · b6 чёрная пешка · e6 белая пешка · h6 белая пешка · a5 чёрная пешка · d5 белая пешка · e1 чёрный конь | b8 белый король · e8 чёрный король · h8 чёрная ладья · b7 чёрная пешка · c7 белая ладья · h7 чёрная пешка · b6 чёрная пешка · e6 белая пешка · h6 белая пешка · a5 чёрная пешка · d5 белая пешка · e1 чёрный конь | b8 белый король · e8 чёрный король · h8 чёрная ладья · b7 чёрная пешка · c7 белая ладья · h7 чёрная пешка · b6 чёрная пешка · e6 белая пешка · h6 белая пешка · a5 чёрная пешка · d5 белая пешка · e1 чёрный конь | b8 белый король · e8 чёрный король · h8 чёрная ладья · b7 чёрная пешка · c7 белая ладья · h7 чёрная пешка · b6 чёрная пешка · e6 белая пешка · h6 белая пешка · a5 чёрная пешка · d5 белая пешка · e1 чёрный конь | b8 белый король · e8 чёрный король · h8 чёрная ладья · b7 чёрная пешка · c7 белая ладья · h7 чёрная пешка · b6 чёрная пешка · e6 белая пешка · h6 белая пешка · a5 чёрная пешка · d5 белая пешка · e1 чёрный конь | b8 белый король · e8 чёрный король · h8 чёрная ладья · b7 чёрная пешка · c7 белая ладья · h7 чёрная пешка · b6 чёрная пешка · e6 белая пешка · h6 белая пешка · a5 чёрная пешка · d5 белая пешка · e1 чёрный конь | 2 |
| 1 | b8 белый король · e8 чёрный король · h8 чёрная ладья · b7 чёрная пешка · c7 белая ладья · h7 чёрная пешка · b6 чёрная пешка · e6 белая пешка · h6 белая пешка · a5 чёрная пешка · d5 белая пешка · e1 чёрный конь | b8 белый король · e8 чёрный король · h8 чёрная ладья · b7 чёрная пешка · c7 белая ладья · h7 чёрная пешка · b6 чёрная пешка · e6 белая пешка · h6 белая пешка · a5 чёрная пешка · d5 белая пешка · e1 чёрный конь | b8 белый король · e8 чёрный король · h8 чёрная ладья · b7 чёрная пешка · c7 белая ладья · h7 чёрная пешка · b6 чёрная пешка · e6 белая пешка · h6 белая пешка · a5 чёрная пешка · d5 белая пешка · e1 чёрный конь | b8 белый король · e8 чёрный король · h8 чёрная ладья · b7 чёрная пешка · c7 белая ладья · h7 чёрная пешка · b6 чёрная пешка · e6 белая пешка · h6 белая пешка · a5 чёрная пешка · d5 белая пешка · e1 чёрный конь | b8 белый король · e8 чёрный король · h8 чёрная ладья · b7 чёрная пешка · c7 белая ладья · h7 чёрная пешка · b6 чёрная пешка · e6 белая пешка · h6 белая пешка · a5 чёрная пешка · d5 белая пешка · e1 чёрный конь | b8 белый король · e8 чёрный король · h8 чёрная ладья · b7 чёрная пешка · c7 белая ладья · h7 чёрная пешка · b6 чёрная пешка · e6 белая пешка · h6 белая пешка · a5 чёрная пешка · d5 белая пешка · e1 чёрный конь | b8 белый король · e8 чёрный король · h8 чёрная ладья · b7 чёрная пешка · c7 белая ладья · h7 чёрная пешка · b6 чёрная пешка · e6 белая пешка · h6 белая пешка · a5 чёрная пешка · d5 белая пешка · e1 чёрный конь | b8 белый король · e8 чёрный король · h8 чёрная ладья · b7 чёрная пешка · c7 белая ладья · h7 чёрная пешка · b6 чёрная пешка · e6 белая пешка · h6 белая пешка · a5 чёрная пешка · d5 белая пешка · e1 чёрный конь | 1 |
|   | a | b | c | d | e | f | g | h |   |

Задание: белые берут обратно свой последний ход и дают мат в 3 хода (при этом ход белых d5—d6 не решает из-за ответа 0—0+).
Решение: белые берут обратно ход f5:е6 на проходе. Следовательно, чёрная пешка до этого стояла на е7 и ретроанализ позволяет установить, что в этом случае белый король мог попасть на поле b8 только через d7 или d8. Но это означает, что чёрный король уходил с поля е8, то есть чёрные потеряли право на рокировку. Зная это, белые снова берут на проходе 1.fe!! (1.de? Лf8!), и у чёрных уже нет защиты от 2.d6 и 3.Лс8#
|   | a | b | c | d | e | f | g | h |   |
| - | --- | --- | --- | --- | --- | --- | --- | --- | - |
| 8 | c8 чёрный король · a7 чёрная пешка · b7 чёрная пешка · c7 чёрная пешка · h7 чёрный конь · c6 чёрная пешка · h6 белая пешка · a5 белый король · g5 чёрная пешка · h5 белая пешка · a4 белая ладья · b4 белая пешка · f4 чёрная пешка · h4 чёрная пешка · a3 чёрная пешка · a2 белая пешка · c2 белая пешка · d2 белая пешка · e2 белая пешка · g2 белая пешка · c1 чёрная ладья · f1 белый слон · h1 чёрный конь | c8 чёрный король · a7 чёрная пешка · b7 чёрная пешка · c7 чёрная пешка · h7 чёрный конь · c6 чёрная пешка · h6 белая пешка · a5 белый король · g5 чёрная пешка · h5 белая пешка · a4 белая ладья · b4 белая пешка · f4 чёрная пешка · h4 чёрная пешка · a3 чёрная пешка · a2 белая пешка · c2 белая пешка · d2 белая пешка · e2 белая пешка · g2 белая пешка · c1 чёрная ладья · f1 белый слон · h1 чёрный конь | c8 чёрный король · a7 чёрная пешка · b7 чёрная пешка · c7 чёрная пешка · h7 чёрный конь · c6 чёрная пешка · h6 белая пешка · a5 белый король · g5 чёрная пешка · h5 белая пешка · a4 белая ладья · b4 белая пешка · f4 чёрная пешка · h4 чёрная пешка · a3 чёрная пешка · a2 белая пешка · c2 белая пешка · d2 белая пешка · e2 белая пешка · g2 белая пешка · c1 чёрная ладья · f1 белый слон · h1 чёрный конь | c8 чёрный король · a7 чёрная пешка · b7 чёрная пешка · c7 чёрная пешка · h7 чёрный конь · c6 чёрная пешка · h6 белая пешка · a5 белый король · g5 чёрная пешка · h5 белая пешка · a4 белая ладья · b4 белая пешка · f4 чёрная пешка · h4 чёрная пешка · a3 чёрная пешка · a2 белая пешка · c2 белая пешка · d2 белая пешка · e2 белая пешка · g2 белая пешка · c1 чёрная ладья · f1 белый слон · h1 чёрный конь | c8 чёрный король · a7 чёрная пешка · b7 чёрная пешка · c7 чёрная пешка · h7 чёрный конь · c6 чёрная пешка · h6 белая пешка · a5 белый король · g5 чёрная пешка · h5 белая пешка · a4 белая ладья · b4 белая пешка · f4 чёрная пешка · h4 чёрная пешка · a3 чёрная пешка · a2 белая пешка · c2 белая пешка · d2 белая пешка · e2 белая пешка · g2 белая пешка · c1 чёрная ладья · f1 белый слон · h1 чёрный конь | c8 чёрный король · a7 чёрная пешка · b7 чёрная пешка · c7 чёрная пешка · h7 чёрный конь · c6 чёрная пешка · h6 белая пешка · a5 белый король · g5 чёрная пешка · h5 белая пешка · a4 белая ладья · b4 белая пешка · f4 чёрная пешка · h4 чёрная пешка · a3 чёрная пешка · a2 белая пешка · c2 белая пешка · d2 белая пешка · e2 белая пешка · g2 белая пешка · c1 чёрная ладья · f1 белый слон · h1 чёрный конь | c8 чёрный король · a7 чёрная пешка · b7 чёрная пешка · c7 чёрная пешка · h7 чёрный конь · c6 чёрная пешка · h6 белая пешка · a5 белый король · g5 чёрная пешка · h5 белая пешка · a4 белая ладья · b4 белая пешка · f4 чёрная пешка · h4 чёрная пешка · a3 чёрная пешка · a2 белая пешка · c2 белая пешка · d2 белая пешка · e2 белая пешка · g2 белая пешка · c1 чёрная ладья · f1 белый слон · h1 чёрный конь | c8 чёрный король · a7 чёрная пешка · b7 чёрная пешка · c7 чёрная пешка · h7 чёрный конь · c6 чёрная пешка · h6 белая пешка · a5 белый король · g5 чёрная пешка · h5 белая пешка · a4 белая ладья · b4 белая пешка · f4 чёрная пешка · h4 чёрная пешка · a3 чёрная пешка · a2 белая пешка · c2 белая пешка · d2 белая пешка · e2 белая пешка · g2 белая пешка · c1 чёрная ладья · f1 белый слон · h1 чёрный конь | 8 |
| 7 | c8 чёрный король · a7 чёрная пешка · b7 чёрная пешка · c7 чёрная пешка · h7 чёрный конь · c6 чёрная пешка · h6 белая пешка · a5 белый король · g5 чёрная пешка · h5 белая пешка · a4 белая ладья · b4 белая пешка · f4 чёрная пешка · h4 чёрная пешка · a3 чёрная пешка · a2 белая пешка · c2 белая пешка · d2 белая пешка · e2 белая пешка · g2 белая пешка · c1 чёрная ладья · f1 белый слон · h1 чёрный конь | c8 чёрный король · a7 чёрная пешка · b7 чёрная пешка · c7 чёрная пешка · h7 чёрный конь · c6 чёрная пешка · h6 белая пешка · a5 белый король · g5 чёрная пешка · h5 белая пешка · a4 белая ладья · b4 белая пешка · f4 чёрная пешка · h4 чёрная пешка · a3 чёрная пешка · a2 белая пешка · c2 белая пешка · d2 белая пешка · e2 белая пешка · g2 белая пешка · c1 чёрная ладья · f1 белый слон · h1 чёрный конь | c8 чёрный король · a7 чёрная пешка · b7 чёрная пешка · c7 чёрная пешка · h7 чёрный конь · c6 чёрная пешка · h6 белая пешка · a5 белый король · g5 чёрная пешка · h5 белая пешка · a4 белая ладья · b4 белая пешка · f4 чёрная пешка · h4 чёрная пешка · a3 чёрная пешка · a2 белая пешка · c2 белая пешка · d2 белая пешка · e2 белая пешка · g2 белая пешка · c1 чёрная ладья · f1 белый слон · h1 чёрный конь | c8 чёрный король · a7 чёрная пешка · b7 чёрная пешка · c7 чёрная пешка · h7 чёрный конь · c6 чёрная пешка · h6 белая пешка · a5 белый король · g5 чёрная пешка · h5 белая пешка · a4 белая ладья · b4 белая пешка · f4 чёрная пешка · h4 чёрная пешка · a3 чёрная пешка · a2 белая пешка · c2 белая пешка · d2 белая пешка · e2 белая пешка · g2 белая пешка · c1 чёрная ладья · f1 белый слон · h1 чёрный конь | c8 чёрный король · a7 чёрная пешка · b7 чёрная пешка · c7 чёрная пешка · h7 чёрный конь · c6 чёрная пешка · h6 белая пешка · a5 белый король · g5 чёрная пешка · h5 белая пешка · a4 белая ладья · b4 белая пешка · f4 чёрная пешка · h4 чёрная пешка · a3 чёрная пешка · a2 белая пешка · c2 белая пешка · d2 белая пешка · e2 белая пешка · g2 белая пешка · c1 чёрная ладья · f1 белый слон · h1 чёрный конь | c8 чёрный король · a7 чёрная пешка · b7 чёрная пешка · c7 чёрная пешка · h7 чёрный конь · c6 чёрная пешка · h6 белая пешка · a5 белый король · g5 чёрная пешка · h5 белая пешка · a4 белая ладья · b4 белая пешка · f4 чёрная пешка · h4 чёрная пешка · a3 чёрная пешка · a2 белая пешка · c2 белая пешка · d2 белая пешка · e2 белая пешка · g2 белая пешка · c1 чёрная ладья · f1 белый слон · h1 чёрный конь | c8 чёрный король · a7 чёрная пешка · b7 чёрная пешка · c7 чёрная пешка · h7 чёрный конь · c6 чёрная пешка · h6 белая пешка · a5 белый король · g5 чёрная пешка · h5 белая пешка · a4 белая ладья · b4 белая пешка · f4 чёрная пешка · h4 чёрная пешка · a3 чёрная пешка · a2 белая пешка · c2 белая пешка · d2 белая пешка · e2 белая пешка · g2 белая пешка · c1 чёрная ладья · f1 белый слон · h1 чёрный конь | c8 чёрный король · a7 чёрная пешка · b7 чёрная пешка · c7 чёрная пешка · h7 чёрный конь · c6 чёрная пешка · h6 белая пешка · a5 белый король · g5 чёрная пешка · h5 белая пешка · a4 белая ладья · b4 белая пешка · f4 чёрная пешка · h4 чёрная пешка · a3 чёрная пешка · a2 белая пешка · c2 белая пешка · d2 белая пешка · e2 белая пешка · g2 белая пешка · c1 чёрная ладья · f1 белый слон · h1 чёрный конь | 7 |
| 6 | c8 чёрный король · a7 чёрная пешка · b7 чёрная пешка · c7 чёрная пешка · h7 чёрный конь · c6 чёрная пешка · h6 белая пешка · a5 белый король · g5 чёрная пешка · h5 белая пешка · a4 белая ладья · b4 белая пешка · f4 чёрная пешка · h4 чёрная пешка · a3 чёрная пешка · a2 белая пешка · c2 белая пешка · d2 белая пешка · e2 белая пешка · g2 белая пешка · c1 чёрная ладья · f1 белый слон · h1 чёрный конь | c8 чёрный король · a7 чёрная пешка · b7 чёрная пешка · c7 чёрная пешка · h7 чёрный конь · c6 чёрная пешка · h6 белая пешка · a5 белый король · g5 чёрная пешка · h5 белая пешка · a4 белая ладья · b4 белая пешка · f4 чёрная пешка · h4 чёрная пешка · a3 чёрная пешка · a2 белая пешка · c2 белая пешка · d2 белая пешка · e2 белая пешка · g2 белая пешка · c1 чёрная ладья · f1 белый слон · h1 чёрный конь | c8 чёрный король · a7 чёрная пешка · b7 чёрная пешка · c7 чёрная пешка · h7 чёрный конь · c6 чёрная пешка · h6 белая пешка · a5 белый король · g5 чёрная пешка · h5 белая пешка · a4 белая ладья · b4 белая пешка · f4 чёрная пешка · h4 чёрная пешка · a3 чёрная пешка · a2 белая пешка · c2 белая пешка · d2 белая пешка · e2 белая пешка · g2 белая пешка · c1 чёрная ладья · f1 белый слон · h1 чёрный конь | c8 чёрный король · a7 чёрная пешка · b7 чёрная пешка · c7 чёрная пешка · h7 чёрный конь · c6 чёрная пешка · h6 белая пешка · a5 белый король · g5 чёрная пешка · h5 белая пешка · a4 белая ладья · b4 белая пешка · f4 чёрная пешка · h4 чёрная пешка · a3 чёрная пешка · a2 белая пешка · c2 белая пешка · d2 белая пешка · e2 белая пешка · g2 белая пешка · c1 чёрная ладья · f1 белый слон · h1 чёрный конь | c8 чёрный король · a7 чёрная пешка · b7 чёрная пешка · c7 чёрная пешка · h7 чёрный конь · c6 чёрная пешка · h6 белая пешка · a5 белый король · g5 чёрная пешка · h5 белая пешка · a4 белая ладья · b4 белая пешка · f4 чёрная пешка · h4 чёрная пешка · a3 чёрная пешка · a2 белая пешка · c2 белая пешка · d2 белая пешка · e2 белая пешка · g2 белая пешка · c1 чёрная ладья · f1 белый слон · h1 чёрный конь | c8 чёрный король · a7 чёрная пешка · b7 чёрная пешка · c7 чёрная пешка · h7 чёрный конь · c6 чёрная пешка · h6 белая пешка · a5 белый король · g5 чёрная пешка · h5 белая пешка · a4 белая ладья · b4 белая пешка · f4 чёрная пешка · h4 чёрная пешка · a3 чёрная пешка · a2 белая пешка · c2 белая пешка · d2 белая пешка · e2 белая пешка · g2 белая пешка · c1 чёрная ладья · f1 белый слон · h1 чёрный конь | c8 чёрный король · a7 чёрная пешка · b7 чёрная пешка · c7 чёрная пешка · h7 чёрный конь · c6 чёрная пешка · h6 белая пешка · a5 белый король · g5 чёрная пешка · h5 белая пешка · a4 белая ладья · b4 белая пешка · f4 чёрная пешка · h4 чёрная пешка · a3 чёрная пешка · a2 белая пешка · c2 белая пешка · d2 белая пешка · e2 белая пешка · g2 белая пешка · c1 чёрная ладья · f1 белый слон · h1 чёрный конь | c8 чёрный король · a7 чёрная пешка · b7 чёрная пешка · c7 чёрная пешка · h7 чёрный конь · c6 чёрная пешка · h6 белая пешка · a5 белый король · g5 чёрная пешка · h5 белая пешка · a4 белая ладья · b4 белая пешка · f4 чёрная пешка · h4 чёрная пешка · a3 чёрная пешка · a2 белая пешка · c2 белая пешка · d2 белая пешка · e2 белая пешка · g2 белая пешка · c1 чёрная ладья · f1 белый слон · h1 чёрный конь | 6 |
| 5 | c8 чёрный король · a7 чёрная пешка · b7 чёрная пешка · c7 чёрная пешка · h7 чёрный конь · c6 чёрная пешка · h6 белая пешка · a5 белый король · g5 чёрная пешка · h5 белая пешка · a4 белая ладья · b4 белая пешка · f4 чёрная пешка · h4 чёрная пешка · a3 чёрная пешка · a2 белая пешка · c2 белая пешка · d2 белая пешка · e2 белая пешка · g2 белая пешка · c1 чёрная ладья · f1 белый слон · h1 чёрный конь | c8 чёрный король · a7 чёрная пешка · b7 чёрная пешка · c7 чёрная пешка · h7 чёрный конь · c6 чёрная пешка · h6 белая пешка · a5 белый король · g5 чёрная пешка · h5 белая пешка · a4 белая ладья · b4 белая пешка · f4 чёрная пешка · h4 чёрная пешка · a3 чёрная пешка · a2 белая пешка · c2 белая пешка · d2 белая пешка · e2 белая пешка · g2 белая пешка · c1 чёрная ладья · f1 белый слон · h1 чёрный конь | c8 чёрный король · a7 чёрная пешка · b7 чёрная пешка · c7 чёрная пешка · h7 чёрный конь · c6 чёрная пешка · h6 белая пешка · a5 белый король · g5 чёрная пешка · h5 белая пешка · a4 белая ладья · b4 белая пешка · f4 чёрная пешка · h4 чёрная пешка · a3 чёрная пешка · a2 белая пешка · c2 белая пешка · d2 белая пешка · e2 белая пешка · g2 белая пешка · c1 чёрная ладья · f1 белый слон · h1 чёрный конь | c8 чёрный король · a7 чёрная пешка · b7 чёрная пешка · c7 чёрная пешка · h7 чёрный конь · c6 чёрная пешка · h6 белая пешка · a5 белый король · g5 чёрная пешка · h5 белая пешка · a4 белая ладья · b4 белая пешка · f4 чёрная пешка · h4 чёрная пешка · a3 чёрная пешка · a2 белая пешка · c2 белая пешка · d2 белая пешка · e2 белая пешка · g2 белая пешка · c1 чёрная ладья · f1 белый слон · h1 чёрный конь | c8 чёрный король · a7 чёрная пешка · b7 чёрная пешка · c7 чёрная пешка · h7 чёрный конь · c6 чёрная пешка · h6 белая пешка · a5 белый король · g5 чёрная пешка · h5 белая пешка · a4 белая ладья · b4 белая пешка · f4 чёрная пешка · h4 чёрная пешка · a3 чёрная пешка · a2 белая пешка · c2 белая пешка · d2 белая пешка · e2 белая пешка · g2 белая пешка · c1 чёрная ладья · f1 белый слон · h1 чёрный конь | c8 чёрный король · a7 чёрная пешка · b7 чёрная пешка · c7 чёрная пешка · h7 чёрный конь · c6 чёрная пешка · h6 белая пешка · a5 белый король · g5 чёрная пешка · h5 белая пешка · a4 белая ладья · b4 белая пешка · f4 чёрная пешка · h4 чёрная пешка · a3 чёрная пешка · a2 белая пешка · c2 белая пешка · d2 белая пешка · e2 белая пешка · g2 белая пешка · c1 чёрная ладья · f1 белый слон · h1 чёрный конь | c8 чёрный король · a7 чёрная пешка · b7 чёрная пешка · c7 чёрная пешка · h7 чёрный конь · c6 чёрная пешка · h6 белая пешка · a5 белый король · g5 чёрная пешка · h5 белая пешка · a4 белая ладья · b4 белая пешка · f4 чёрная пешка · h4 чёрная пешка · a3 чёрная пешка · a2 белая пешка · c2 белая пешка · d2 белая пешка · e2 белая пешка · g2 белая пешка · c1 чёрная ладья · f1 белый слон · h1 чёрный конь | c8 чёрный король · a7 чёрная пешка · b7 чёрная пешка · c7 чёрная пешка · h7 чёрный конь · c6 чёрная пешка · h6 белая пешка · a5 белый король · g5 чёрная пешка · h5 белая пешка · a4 белая ладья · b4 белая пешка · f4 чёрная пешка · h4 чёрная пешка · a3 чёрная пешка · a2 белая пешка · c2 белая пешка · d2 белая пешка · e2 белая пешка · g2 белая пешка · c1 чёрная ладья · f1 белый слон · h1 чёрный конь | 5 |
| 4 | c8 чёрный король · a7 чёрная пешка · b7 чёрная пешка · c7 чёрная пешка · h7 чёрный конь · c6 чёрная пешка · h6 белая пешка · a5 белый король · g5 чёрная пешка · h5 белая пешка · a4 белая ладья · b4 белая пешка · f4 чёрная пешка · h4 чёрная пешка · a3 чёрная пешка · a2 белая пешка · c2 белая пешка · d2 белая пешка · e2 белая пешка · g2 белая пешка · c1 чёрная ладья · f1 белый слон · h1 чёрный конь | c8 чёрный король · a7 чёрная пешка · b7 чёрная пешка · c7 чёрная пешка · h7 чёрный конь · c6 чёрная пешка · h6 белая пешка · a5 белый король · g5 чёрная пешка · h5 белая пешка · a4 белая ладья · b4 белая пешка · f4 чёрная пешка · h4 чёрная пешка · a3 чёрная пешка · a2 белая пешка · c2 белая пешка · d2 белая пешка · e2 белая пешка · g2 белая пешка · c1 чёрная ладья · f1 белый слон · h1 чёрный конь | c8 чёрный король · a7 чёрная пешка · b7 чёрная пешка · c7 чёрная пешка · h7 чёрный конь · c6 чёрная пешка · h6 белая пешка · a5 белый король · g5 чёрная пешка · h5 белая пешка · a4 белая ладья · b4 белая пешка · f4 чёрная пешка · h4 чёрная пешка · a3 чёрная пешка · a2 белая пешка · c2 белая пешка · d2 белая пешка · e2 белая пешка · g2 белая пешка · c1 чёрная ладья · f1 белый слон · h1 чёрный конь | c8 чёрный король · a7 чёрная пешка · b7 чёрная пешка · c7 чёрная пешка · h7 чёрный конь · c6 чёрная пешка · h6 белая пешка · a5 белый король · g5 чёрная пешка · h5 белая пешка · a4 белая ладья · b4 белая пешка · f4 чёрная пешка · h4 чёрная пешка · a3 чёрная пешка · a2 белая пешка · c2 белая пешка · d2 белая пешка · e2 белая пешка · g2 белая пешка · c1 чёрная ладья · f1 белый слон · h1 чёрный конь | c8 чёрный король · a7 чёрная пешка · b7 чёрная пешка · c7 чёрная пешка · h7 чёрный конь · c6 чёрная пешка · h6 белая пешка · a5 белый король · g5 чёрная пешка · h5 белая пешка · a4 белая ладья · b4 белая пешка · f4 чёрная пешка · h4 чёрная пешка · a3 чёрная пешка · a2 белая пешка · c2 белая пешка · d2 белая пешка · e2 белая пешка · g2 белая пешка · c1 чёрная ладья · f1 белый слон · h1 чёрный конь | c8 чёрный король · a7 чёрная пешка · b7 чёрная пешка · c7 чёрная пешка · h7 чёрный конь · c6 чёрная пешка · h6 белая пешка · a5 белый король · g5 чёрная пешка · h5 белая пешка · a4 белая ладья · b4 белая пешка · f4 чёрная пешка · h4 чёрная пешка · a3 чёрная пешка · a2 белая пешка · c2 белая пешка · d2 белая пешка · e2 белая пешка · g2 белая пешка · c1 чёрная ладья · f1 белый слон · h1 чёрный конь | c8 чёрный король · a7 чёрная пешка · b7 чёрная пешка · c7 чёрная пешка · h7 чёрный конь · c6 чёрная пешка · h6 белая пешка · a5 белый король · g5 чёрная пешка · h5 белая пешка · a4 белая ладья · b4 белая пешка · f4 чёрная пешка · h4 чёрная пешка · a3 чёрная пешка · a2 белая пешка · c2 белая пешка · d2 белая пешка · e2 белая пешка · g2 белая пешка · c1 чёрная ладья · f1 белый слон · h1 чёрный конь | c8 чёрный король · a7 чёрная пешка · b7 чёрная пешка · c7 чёрная пешка · h7 чёрный конь · c6 чёрная пешка · h6 белая пешка · a5 белый король · g5 чёрная пешка · h5 белая пешка · a4 белая ладья · b4 белая пешка · f4 чёрная пешка · h4 чёрная пешка · a3 чёрная пешка · a2 белая пешка · c2 белая пешка · d2 белая пешка · e2 белая пешка · g2 белая пешка · c1 чёрная ладья · f1 белый слон · h1 чёрный конь | 4 |
| 3 | c8 чёрный король · a7 чёрная пешка · b7 чёрная пешка · c7 чёрная пешка · h7 чёрный конь · c6 чёрная пешка · h6 белая пешка · a5 белый король · g5 чёрная пешка · h5 белая пешка · a4 белая ладья · b4 белая пешка · f4 чёрная пешка · h4 чёрная пешка · a3 чёрная пешка · a2 белая пешка · c2 белая пешка · d2 белая пешка · e2 белая пешка · g2 белая пешка · c1 чёрная ладья · f1 белый слон · h1 чёрный конь | c8 чёрный король · a7 чёрная пешка · b7 чёрная пешка · c7 чёрная пешка · h7 чёрный конь · c6 чёрная пешка · h6 белая пешка · a5 белый король · g5 чёрная пешка · h5 белая пешка · a4 белая ладья · b4 белая пешка · f4 чёрная пешка · h4 чёрная пешка · a3 чёрная пешка · a2 белая пешка · c2 белая пешка · d2 белая пешка · e2 белая пешка · g2 белая пешка · c1 чёрная ладья · f1 белый слон · h1 чёрный конь | c8 чёрный король · a7 чёрная пешка · b7 чёрная пешка · c7 чёрная пешка · h7 чёрный конь · c6 чёрная пешка · h6 белая пешка · a5 белый король · g5 чёрная пешка · h5 белая пешка · a4 белая ладья · b4 белая пешка · f4 чёрная пешка · h4 чёрная пешка · a3 чёрная пешка · a2 белая пешка · c2 белая пешка · d2 белая пешка · e2 белая пешка · g2 белая пешка · c1 чёрная ладья · f1 белый слон · h1 чёрный конь | c8 чёрный король · a7 чёрная пешка · b7 чёрная пешка · c7 чёрная пешка · h7 чёрный конь · c6 чёрная пешка · h6 белая пешка · a5 белый король · g5 чёрная пешка · h5 белая пешка · a4 белая ладья · b4 белая пешка · f4 чёрная пешка · h4 чёрная пешка · a3 чёрная пешка · a2 белая пешка · c2 белая пешка · d2 белая пешка · e2 белая пешка · g2 белая пешка · c1 чёрная ладья · f1 белый слон · h1 чёрный конь | c8 чёрный король · a7 чёрная пешка · b7 чёрная пешка · c7 чёрная пешка · h7 чёрный конь · c6 чёрная пешка · h6 белая пешка · a5 белый король · g5 чёрная пешка · h5 белая пешка · a4 белая ладья · b4 белая пешка · f4 чёрная пешка · h4 чёрная пешка · a3 чёрная пешка · a2 белая пешка · c2 белая пешка · d2 белая пешка · e2 белая пешка · g2 белая пешка · c1 чёрная ладья · f1 белый слон · h1 чёрный конь | c8 чёрный король · a7 чёрная пешка · b7 чёрная пешка · c7 чёрная пешка · h7 чёрный конь · c6 чёрная пешка · h6 белая пешка · a5 белый король · g5 чёрная пешка · h5 белая пешка · a4 белая ладья · b4 белая пешка · f4 чёрная пешка · h4 чёрная пешка · a3 чёрная пешка · a2 белая пешка · c2 белая пешка · d2 белая пешка · e2 белая пешка · g2 белая пешка · c1 чёрная ладья · f1 белый слон · h1 чёрный конь | c8 чёрный король · a7 чёрная пешка · b7 чёрная пешка · c7 чёрная пешка · h7 чёрный конь · c6 чёрная пешка · h6 белая пешка · a5 белый король · g5 чёрная пешка · h5 белая пешка · a4 белая ладья · b4 белая пешка · f4 чёрная пешка · h4 чёрная пешка · a3 чёрная пешка · a2 белая пешка · c2 белая пешка · d2 белая пешка · e2 белая пешка · g2 белая пешка · c1 чёрная ладья · f1 белый слон · h1 чёрный конь | c8 чёрный король · a7 чёрная пешка · b7 чёрная пешка · c7 чёрная пешка · h7 чёрный конь · c6 чёрная пешка · h6 белая пешка · a5 белый король · g5 чёрная пешка · h5 белая пешка · a4 белая ладья · b4 белая пешка · f4 чёрная пешка · h4 чёрная пешка · a3 чёрная пешка · a2 белая пешка · c2 белая пешка · d2 белая пешка · e2 белая пешка · g2 белая пешка · c1 чёрная ладья · f1 белый слон · h1 чёрный конь | 3 |
| 2 | c8 чёрный король · a7 чёрная пешка · b7 чёрная пешка · c7 чёрная пешка · h7 чёрный конь · c6 чёрная пешка · h6 белая пешка · a5 белый король · g5 чёрная пешка · h5 белая пешка · a4 белая ладья · b4 белая пешка · f4 чёрная пешка · h4 чёрная пешка · a3 чёрная пешка · a2 белая пешка · c2 белая пешка · d2 белая пешка · e2 белая пешка · g2 белая пешка · c1 чёрная ладья · f1 белый слон · h1 чёрный конь | c8 чёрный король · a7 чёрная пешка · b7 чёрная пешка · c7 чёрная пешка · h7 чёрный конь · c6 чёрная пешка · h6 белая пешка · a5 белый король · g5 чёрная пешка · h5 белая пешка · a4 белая ладья · b4 белая пешка · f4 чёрная пешка · h4 чёрная пешка · a3 чёрная пешка · a2 белая пешка · c2 белая пешка · d2 белая пешка · e2 белая пешка · g2 белая пешка · c1 чёрная ладья · f1 белый слон · h1 чёрный конь | c8 чёрный король · a7 чёрная пешка · b7 чёрная пешка · c7 чёрная пешка · h7 чёрный конь · c6 чёрная пешка · h6 белая пешка · a5 белый король · g5 чёрная пешка · h5 белая пешка · a4 белая ладья · b4 белая пешка · f4 чёрная пешка · h4 чёрная пешка · a3 чёрная пешка · a2 белая пешка · c2 белая пешка · d2 белая пешка · e2 белая пешка · g2 белая пешка · c1 чёрная ладья · f1 белый слон · h1 чёрный конь | c8 чёрный король · a7 чёрная пешка · b7 чёрная пешка · c7 чёрная пешка · h7 чёрный конь · c6 чёрная пешка · h6 белая пешка · a5 белый король · g5 чёрная пешка · h5 белая пешка · a4 белая ладья · b4 белая пешка · f4 чёрная пешка · h4 чёрная пешка · a3 чёрная пешка · a2 белая пешка · c2 белая пешка · d2 белая пешка · e2 белая пешка · g2 белая пешка · c1 чёрная ладья · f1 белый слон · h1 чёрный конь | c8 чёрный король · a7 чёрная пешка · b7 чёрная пешка · c7 чёрная пешка · h7 чёрный конь · c6 чёрная пешка · h6 белая пешка · a5 белый король · g5 чёрная пешка · h5 белая пешка · a4 белая ладья · b4 белая пешка · f4 чёрная пешка · h4 чёрная пешка · a3 чёрная пешка · a2 белая пешка · c2 белая пешка · d2 белая пешка · e2 белая пешка · g2 белая пешка · c1 чёрная ладья · f1 белый слон · h1 чёрный конь | c8 чёрный король · a7 чёрная пешка · b7 чёрная пешка · c7 чёрная пешка · h7 чёрный конь · c6 чёрная пешка · h6 белая пешка · a5 белый король · g5 чёрная пешка · h5 белая пешка · a4 белая ладья · b4 белая пешка · f4 чёрная пешка · h4 чёрная пешка · a3 чёрная пешка · a2 белая пешка · c2 белая пешка · d2 белая пешка · e2 белая пешка · g2 белая пешка · c1 чёрная ладья · f1 белый слон · h1 чёрный конь | c8 чёрный король · a7 чёрная пешка · b7 чёрная пешка · c7 чёрная пешка · h7 чёрный конь · c6 чёрная пешка · h6 белая пешка · a5 белый король · g5 чёрная пешка · h5 белая пешка · a4 белая ладья · b4 белая пешка · f4 чёрная пешка · h4 чёрная пешка · a3 чёрная пешка · a2 белая пешка · c2 белая пешка · d2 белая пешка · e2 белая пешка · g2 белая пешка · c1 чёрная ладья · f1 белый слон · h1 чёрный конь | c8 чёрный король · a7 чёрная пешка · b7 чёрная пешка · c7 чёрная пешка · h7 чёрный конь · c6 чёрная пешка · h6 белая пешка · a5 белый король · g5 чёрная пешка · h5 белая пешка · a4 белая ладья · b4 белая пешка · f4 чёрная пешка · h4 чёрная пешка · a3 чёрная пешка · a2 белая пешка · c2 белая пешка · d2 белая пешка · e2 белая пешка · g2 белая пешка · c1 чёрная ладья · f1 белый слон · h1 чёрный конь | 2 |
| 1 | c8 чёрный король · a7 чёрная пешка · b7 чёрная пешка · c7 чёрная пешка · h7 чёрный конь · c6 чёрная пешка · h6 белая пешка · a5 белый король · g5 чёрная пешка · h5 белая пешка · a4 белая ладья · b4 белая пешка · f4 чёрная пешка · h4 чёрная пешка · a3 чёрная пешка · a2 белая пешка · c2 белая пешка · d2 белая пешка · e2 белая пешка · g2 белая пешка · c1 чёрная ладья · f1 белый слон · h1 чёрный конь | c8 чёрный король · a7 чёрная пешка · b7 чёрная пешка · c7 чёрная пешка · h7 чёрный конь · c6 чёрная пешка · h6 белая пешка · a5 белый король · g5 чёрная пешка · h5 белая пешка · a4 белая ладья · b4 белая пешка · f4 чёрная пешка · h4 чёрная пешка · a3 чёрная пешка · a2 белая пешка · c2 белая пешка · d2 белая пешка · e2 белая пешка · g2 белая пешка · c1 чёрная ладья · f1 белый слон · h1 чёрный конь | c8 чёрный король · a7 чёрная пешка · b7 чёрная пешка · c7 чёрная пешка · h7 чёрный конь · c6 чёрная пешка · h6 белая пешка · a5 белый король · g5 чёрная пешка · h5 белая пешка · a4 белая ладья · b4 белая пешка · f4 чёрная пешка · h4 чёрная пешка · a3 чёрная пешка · a2 белая пешка · c2 белая пешка · d2 белая пешка · e2 белая пешка · g2 белая пешка · c1 чёрная ладья · f1 белый слон · h1 чёрный конь | c8 чёрный король · a7 чёрная пешка · b7 чёрная пешка · c7 чёрная пешка · h7 чёрный конь · c6 чёрная пешка · h6 белая пешка · a5 белый король · g5 чёрная пешка · h5 белая пешка · a4 белая ладья · b4 белая пешка · f4 чёрная пешка · h4 чёрная пешка · a3 чёрная пешка · a2 белая пешка · c2 белая пешка · d2 белая пешка · e2 белая пешка · g2 белая пешка · c1 чёрная ладья · f1 белый слон · h1 чёрный конь | c8 чёрный король · a7 чёрная пешка · b7 чёрная пешка · c7 чёрная пешка · h7 чёрный конь · c6 чёрная пешка · h6 белая пешка · a5 белый король · g5 чёрная пешка · h5 белая пешка · a4 белая ладья · b4 белая пешка · f4 чёрная пешка · h4 чёрная пешка · a3 чёрная пешка · a2 белая пешка · c2 белая пешка · d2 белая пешка · e2 белая пешка · g2 белая пешка · c1 чёрная ладья · f1 белый слон · h1 чёрный конь | c8 чёрный король · a7 чёрная пешка · b7 чёрная пешка · c7 чёрная пешка · h7 чёрный конь · c6 чёрная пешка · h6 белая пешка · a5 белый король · g5 чёрная пешка · h5 белая пешка · a4 белая ладья · b4 белая пешка · f4 чёрная пешка · h4 чёрная пешка · a3 чёрная пешка · a2 белая пешка · c2 белая пешка · d2 белая пешка · e2 белая пешка · g2 белая пешка · c1 чёрная ладья · f1 белый слон · h1 чёрный конь | c8 чёрный король · a7 чёрная пешка · b7 чёрная пешка · c7 чёрная пешка · h7 чёрный конь · c6 чёрная пешка · h6 белая пешка · a5 белый король · g5 чёрная пешка · h5 белая пешка · a4 белая ладья · b4 белая пешка · f4 чёрная пешка · h4 чёрная пешка · a3 чёрная пешка · a2 белая пешка · c2 белая пешка · d2 белая пешка · e2 белая пешка · g2 белая пешка · c1 чёрная ладья · f1 белый слон · h1 чёрный конь | c8 чёрный король · a7 чёрная пешка · b7 чёрная пешка · c7 чёрная пешка · h7 чёрный конь · c6 чёрная пешка · h6 белая пешка · a5 белый король · g5 чёрная пешка · h5 белая пешка · a4 белая ладья · b4 белая пешка · f4 чёрная пешка · h4 чёрная пешка · a3 чёрная пешка · a2 белая пешка · c2 белая пешка · d2 белая пешка · e2 белая пешка · g2 белая пешка · c1 чёрная ладья · f1 белый слон · h1 чёрный конь | 1 |
|   | a | b | c | d | e | f | g | h |   |

Сначала путём ретроанализа определяют последний ход чёрных (ретроход), сделанный в партии. Этот ход g7—g5, на что решает 1.h5:g6 (на проходе), и победа белых не вызывает сомнений. Ретроигра выясняется следующим образом. Все недостающие фигуры были взяты пешками обеих сторон (взятия черных очевидны и с учётом того, что черные пешки на королевском фланге взятий не делали, становятся понятными и 4 взятия белых: fg, hg, gh, gh). Ретро-ход белых b3—b4 невозможен (белая ладья не сможет вернуться на a1, а чёрная ладья c1 — выйти из заточения), ход Крb5—а5 (после d7:с6+) станет возможным лишь после того, как чёрная ладья вернётся на а8 (b8), а слон на с8. Для решения этой задачи обычным способом нам потребуется минимум 6 ходов: два королем (на е7), один слоном, три ладьей (или два ладьей, один конем), а вернуть ходов пешками h5 и h6 мы можем только 5 (иначе у нас либо конь не сможет покинуть h1, либо туда не сможет вернуться ладья). Выручает тут рокировка. Тогда белым надо вернуть всего 4 хода. И они у нас как раз есть. Пешка h6 возвращается на f2. Ход g4:h5 в принципе возможен на 6 ходу, но он ничего не дает (появившийся ферзь будет давать шах белому королю и мы потратим ход на его обоснование: 6. g4:Фh5 Kg5—h7+ (f5—f4+) 7.Kpb5-a5…)
Решение в ретронотации — в обратном порядке, начиная с хода чёрных: 1. … g7—g5! 2. g5:Лh6 Лd6—h6 3. g4—g5 Лd8—d6 4. f3:Cg4 0—0—0! 5. f2—f3 Cc8—g4 и, наконец, 6. Kpb5—a5 d7:с6+ (взятие белого коня, ладьи или ферзя) — позиция развязана.
Первый ретроход именно g7—g5, а не g6—g5, поскольку иначе чёрные теряют важный темп, пропуская свою ладью на h6: 1. … g6—g5? 2. g5:Лh6 g7—g6 (2. …Кf6—h7 3. g4—g5 Лh8—h6 4.f3:Cg4 Лd8—h8) 3. g4—g5 Лd6—h6 4. f3:Cg4 Лd8—d6 5. f2—f3 0—0—0, и белые оказываются в так называемом ретропате — у них нет хода.
|   | a | b | c | d | e | f | g | h |   |
| - | --- | --- | --- | --- | --- | --- | --- | --- | - |
| 8 | a8 чёрная ладья · c8 чёрный слон · e8 чёрный король · a7 чёрная пешка · b7 чёрная пешка · c7 чёрная пешка · d7 чёрная пешка · g7 чёрная пешка · h7 чёрный конь · c6 белый конь · b5 белый король · h5 белая пешка · a4 белая ладья · b4 белая пешка · h4 чёрная пешка · a3 чёрная пешка · a2 белая пешка · c2 белая пешка · d2 белая пешка · e2 белая пешка · f2 белая пешка · g2 белая пешка · c1 чёрная ладья · f1 белый слон · h1 чёрный конь | a8 чёрная ладья · c8 чёрный слон · e8 чёрный король · a7 чёрная пешка · b7 чёрная пешка · c7 чёрная пешка · d7 чёрная пешка · g7 чёрная пешка · h7 чёрный конь · c6 белый конь · b5 белый король · h5 белая пешка · a4 белая ладья · b4 белая пешка · h4 чёрная пешка · a3 чёрная пешка · a2 белая пешка · c2 белая пешка · d2 белая пешка · e2 белая пешка · f2 белая пешка · g2 белая пешка · c1 чёрная ладья · f1 белый слон · h1 чёрный конь | a8 чёрная ладья · c8 чёрный слон · e8 чёрный король · a7 чёрная пешка · b7 чёрная пешка · c7 чёрная пешка · d7 чёрная пешка · g7 чёрная пешка · h7 чёрный конь · c6 белый конь · b5 белый король · h5 белая пешка · a4 белая ладья · b4 белая пешка · h4 чёрная пешка · a3 чёрная пешка · a2 белая пешка · c2 белая пешка · d2 белая пешка · e2 белая пешка · f2 белая пешка · g2 белая пешка · c1 чёрная ладья · f1 белый слон · h1 чёрный конь | a8 чёрная ладья · c8 чёрный слон · e8 чёрный король · a7 чёрная пешка · b7 чёрная пешка · c7 чёрная пешка · d7 чёрная пешка · g7 чёрная пешка · h7 чёрный конь · c6 белый конь · b5 белый король · h5 белая пешка · a4 белая ладья · b4 белая пешка · h4 чёрная пешка · a3 чёрная пешка · a2 белая пешка · c2 белая пешка · d2 белая пешка · e2 белая пешка · f2 белая пешка · g2 белая пешка · c1 чёрная ладья · f1 белый слон · h1 чёрный конь | a8 чёрная ладья · c8 чёрный слон · e8 чёрный король · a7 чёрная пешка · b7 чёрная пешка · c7 чёрная пешка · d7 чёрная пешка · g7 чёрная пешка · h7 чёрный конь · c6 белый конь · b5 белый король · h5 белая пешка · a4 белая ладья · b4 белая пешка · h4 чёрная пешка · a3 чёрная пешка · a2 белая пешка · c2 белая пешка · d2 белая пешка · e2 белая пешка · f2 белая пешка · g2 белая пешка · c1 чёрная ладья · f1 белый слон · h1 чёрный конь | a8 чёрная ладья · c8 чёрный слон · e8 чёрный король · a7 чёрная пешка · b7 чёрная пешка · c7 чёрная пешка · d7 чёрная пешка · g7 чёрная пешка · h7 чёрный конь · c6 белый конь · b5 белый король · h5 белая пешка · a4 белая ладья · b4 белая пешка · h4 чёрная пешка · a3 чёрная пешка · a2 белая пешка · c2 белая пешка · d2 белая пешка · e2 белая пешка · f2 белая пешка · g2 белая пешка · c1 чёрная ладья · f1 белый слон · h1 чёрный конь | a8 чёрная ладья · c8 чёрный слон · e8 чёрный король · a7 чёрная пешка · b7 чёрная пешка · c7 чёрная пешка · d7 чёрная пешка · g7 чёрная пешка · h7 чёрный конь · c6 белый конь · b5 белый король · h5 белая пешка · a4 белая ладья · b4 белая пешка · h4 чёрная пешка · a3 чёрная пешка · a2 белая пешка · c2 белая пешка · d2 белая пешка · e2 белая пешка · f2 белая пешка · g2 белая пешка · c1 чёрная ладья · f1 белый слон · h1 чёрный конь | a8 чёрная ладья · c8 чёрный слон · e8 чёрный король · a7 чёрная пешка · b7 чёрная пешка · c7 чёрная пешка · d7 чёрная пешка · g7 чёрная пешка · h7 чёрный конь · c6 белый конь · b5 белый король · h5 белая пешка · a4 белая ладья · b4 белая пешка · h4 чёрная пешка · a3 чёрная пешка · a2 белая пешка · c2 белая пешка · d2 белая пешка · e2 белая пешка · f2 белая пешка · g2 белая пешка · c1 чёрная ладья · f1 белый слон · h1 чёрный конь | 8 |
| 7 | a8 чёрная ладья · c8 чёрный слон · e8 чёрный король · a7 чёрная пешка · b7 чёрная пешка · c7 чёрная пешка · d7 чёрная пешка · g7 чёрная пешка · h7 чёрный конь · c6 белый конь · b5 белый король · h5 белая пешка · a4 белая ладья · b4 белая пешка · h4 чёрная пешка · a3 чёрная пешка · a2 белая пешка · c2 белая пешка · d2 белая пешка · e2 белая пешка · f2 белая пешка · g2 белая пешка · c1 чёрная ладья · f1 белый слон · h1 чёрный конь | a8 чёрная ладья · c8 чёрный слон · e8 чёрный король · a7 чёрная пешка · b7 чёрная пешка · c7 чёрная пешка · d7 чёрная пешка · g7 чёрная пешка · h7 чёрный конь · c6 белый конь · b5 белый король · h5 белая пешка · a4 белая ладья · b4 белая пешка · h4 чёрная пешка · a3 чёрная пешка · a2 белая пешка · c2 белая пешка · d2 белая пешка · e2 белая пешка · f2 белая пешка · g2 белая пешка · c1 чёрная ладья · f1 белый слон · h1 чёрный конь | a8 чёрная ладья · c8 чёрный слон · e8 чёрный король · a7 чёрная пешка · b7 чёрная пешка · c7 чёрная пешка · d7 чёрная пешка · g7 чёрная пешка · h7 чёрный конь · c6 белый конь · b5 белый король · h5 белая пешка · a4 белая ладья · b4 белая пешка · h4 чёрная пешка · a3 чёрная пешка · a2 белая пешка · c2 белая пешка · d2 белая пешка · e2 белая пешка · f2 белая пешка · g2 белая пешка · c1 чёрная ладья · f1 белый слон · h1 чёрный конь | a8 чёрная ладья · c8 чёрный слон · e8 чёрный король · a7 чёрная пешка · b7 чёрная пешка · c7 чёрная пешка · d7 чёрная пешка · g7 чёрная пешка · h7 чёрный конь · c6 белый конь · b5 белый король · h5 белая пешка · a4 белая ладья · b4 белая пешка · h4 чёрная пешка · a3 чёрная пешка · a2 белая пешка · c2 белая пешка · d2 белая пешка · e2 белая пешка · f2 белая пешка · g2 белая пешка · c1 чёрная ладья · f1 белый слон · h1 чёрный конь | a8 чёрная ладья · c8 чёрный слон · e8 чёрный король · a7 чёрная пешка · b7 чёрная пешка · c7 чёрная пешка · d7 чёрная пешка · g7 чёрная пешка · h7 чёрный конь · c6 белый конь · b5 белый король · h5 белая пешка · a4 белая ладья · b4 белая пешка · h4 чёрная пешка · a3 чёрная пешка · a2 белая пешка · c2 белая пешка · d2 белая пешка · e2 белая пешка · f2 белая пешка · g2 белая пешка · c1 чёрная ладья · f1 белый слон · h1 чёрный конь | a8 чёрная ладья · c8 чёрный слон · e8 чёрный король · a7 чёрная пешка · b7 чёрная пешка · c7 чёрная пешка · d7 чёрная пешка · g7 чёрная пешка · h7 чёрный конь · c6 белый конь · b5 белый король · h5 белая пешка · a4 белая ладья · b4 белая пешка · h4 чёрная пешка · a3 чёрная пешка · a2 белая пешка · c2 белая пешка · d2 белая пешка · e2 белая пешка · f2 белая пешка · g2 белая пешка · c1 чёрная ладья · f1 белый слон · h1 чёрный конь | a8 чёрная ладья · c8 чёрный слон · e8 чёрный король · a7 чёрная пешка · b7 чёрная пешка · c7 чёрная пешка · d7 чёрная пешка · g7 чёрная пешка · h7 чёрный конь · c6 белый конь · b5 белый король · h5 белая пешка · a4 белая ладья · b4 белая пешка · h4 чёрная пешка · a3 чёрная пешка · a2 белая пешка · c2 белая пешка · d2 белая пешка · e2 белая пешка · f2 белая пешка · g2 белая пешка · c1 чёрная ладья · f1 белый слон · h1 чёрный конь | a8 чёрная ладья · c8 чёрный слон · e8 чёрный король · a7 чёрная пешка · b7 чёрная пешка · c7 чёрная пешка · d7 чёрная пешка · g7 чёрная пешка · h7 чёрный конь · c6 белый конь · b5 белый король · h5 белая пешка · a4 белая ладья · b4 белая пешка · h4 чёрная пешка · a3 чёрная пешка · a2 белая пешка · c2 белая пешка · d2 белая пешка · e2 белая пешка · f2 белая пешка · g2 белая пешка · c1 чёрная ладья · f1 белый слон · h1 чёрный конь | 7 |
| 6 | a8 чёрная ладья · c8 чёрный слон · e8 чёрный король · a7 чёрная пешка · b7 чёрная пешка · c7 чёрная пешка · d7 чёрная пешка · g7 чёрная пешка · h7 чёрный конь · c6 белый конь · b5 белый король · h5 белая пешка · a4 белая ладья · b4 белая пешка · h4 чёрная пешка · a3 чёрная пешка · a2 белая пешка · c2 белая пешка · d2 белая пешка · e2 белая пешка · f2 белая пешка · g2 белая пешка · c1 чёрная ладья · f1 белый слон · h1 чёрный конь | a8 чёрная ладья · c8 чёрный слон · e8 чёрный король · a7 чёрная пешка · b7 чёрная пешка · c7 чёрная пешка · d7 чёрная пешка · g7 чёрная пешка · h7 чёрный конь · c6 белый конь · b5 белый король · h5 белая пешка · a4 белая ладья · b4 белая пешка · h4 чёрная пешка · a3 чёрная пешка · a2 белая пешка · c2 белая пешка · d2 белая пешка · e2 белая пешка · f2 белая пешка · g2 белая пешка · c1 чёрная ладья · f1 белый слон · h1 чёрный конь | a8 чёрная ладья · c8 чёрный слон · e8 чёрный король · a7 чёрная пешка · b7 чёрная пешка · c7 чёрная пешка · d7 чёрная пешка · g7 чёрная пешка · h7 чёрный конь · c6 белый конь · b5 белый король · h5 белая пешка · a4 белая ладья · b4 белая пешка · h4 чёрная пешка · a3 чёрная пешка · a2 белая пешка · c2 белая пешка · d2 белая пешка · e2 белая пешка · f2 белая пешка · g2 белая пешка · c1 чёрная ладья · f1 белый слон · h1 чёрный конь | a8 чёрная ладья · c8 чёрный слон · e8 чёрный король · a7 чёрная пешка · b7 чёрная пешка · c7 чёрная пешка · d7 чёрная пешка · g7 чёрная пешка · h7 чёрный конь · c6 белый конь · b5 белый король · h5 белая пешка · a4 белая ладья · b4 белая пешка · h4 чёрная пешка · a3 чёрная пешка · a2 белая пешка · c2 белая пешка · d2 белая пешка · e2 белая пешка · f2 белая пешка · g2 белая пешка · c1 чёрная ладья · f1 белый слон · h1 чёрный конь | a8 чёрная ладья · c8 чёрный слон · e8 чёрный король · a7 чёрная пешка · b7 чёрная пешка · c7 чёрная пешка · d7 чёрная пешка · g7 чёрная пешка · h7 чёрный конь · c6 белый конь · b5 белый король · h5 белая пешка · a4 белая ладья · b4 белая пешка · h4 чёрная пешка · a3 чёрная пешка · a2 белая пешка · c2 белая пешка · d2 белая пешка · e2 белая пешка · f2 белая пешка · g2 белая пешка · c1 чёрная ладья · f1 белый слон · h1 чёрный конь | a8 чёрная ладья · c8 чёрный слон · e8 чёрный король · a7 чёрная пешка · b7 чёрная пешка · c7 чёрная пешка · d7 чёрная пешка · g7 чёрная пешка · h7 чёрный конь · c6 белый конь · b5 белый король · h5 белая пешка · a4 белая ладья · b4 белая пешка · h4 чёрная пешка · a3 чёрная пешка · a2 белая пешка · c2 белая пешка · d2 белая пешка · e2 белая пешка · f2 белая пешка · g2 белая пешка · c1 чёрная ладья · f1 белый слон · h1 чёрный конь | a8 чёрная ладья · c8 чёрный слон · e8 чёрный король · a7 чёрная пешка · b7 чёрная пешка · c7 чёрная пешка · d7 чёрная пешка · g7 чёрная пешка · h7 чёрный конь · c6 белый конь · b5 белый король · h5 белая пешка · a4 белая ладья · b4 белая пешка · h4 чёрная пешка · a3 чёрная пешка · a2 белая пешка · c2 белая пешка · d2 белая пешка · e2 белая пешка · f2 белая пешка · g2 белая пешка · c1 чёрная ладья · f1 белый слон · h1 чёрный конь | a8 чёрная ладья · c8 чёрный слон · e8 чёрный король · a7 чёрная пешка · b7 чёрная пешка · c7 чёрная пешка · d7 чёрная пешка · g7 чёрная пешка · h7 чёрный конь · c6 белый конь · b5 белый король · h5 белая пешка · a4 белая ладья · b4 белая пешка · h4 чёрная пешка · a3 чёрная пешка · a2 белая пешка · c2 белая пешка · d2 белая пешка · e2 белая пешка · f2 белая пешка · g2 белая пешка · c1 чёрная ладья · f1 белый слон · h1 чёрный конь | 6 |
| 5 | a8 чёрная ладья · c8 чёрный слон · e8 чёрный король · a7 чёрная пешка · b7 чёрная пешка · c7 чёрная пешка · d7 чёрная пешка · g7 чёрная пешка · h7 чёрный конь · c6 белый конь · b5 белый король · h5 белая пешка · a4 белая ладья · b4 белая пешка · h4 чёрная пешка · a3 чёрная пешка · a2 белая пешка · c2 белая пешка · d2 белая пешка · e2 белая пешка · f2 белая пешка · g2 белая пешка · c1 чёрная ладья · f1 белый слон · h1 чёрный конь | a8 чёрная ладья · c8 чёрный слон · e8 чёрный король · a7 чёрная пешка · b7 чёрная пешка · c7 чёрная пешка · d7 чёрная пешка · g7 чёрная пешка · h7 чёрный конь · c6 белый конь · b5 белый король · h5 белая пешка · a4 белая ладья · b4 белая пешка · h4 чёрная пешка · a3 чёрная пешка · a2 белая пешка · c2 белая пешка · d2 белая пешка · e2 белая пешка · f2 белая пешка · g2 белая пешка · c1 чёрная ладья · f1 белый слон · h1 чёрный конь | a8 чёрная ладья · c8 чёрный слон · e8 чёрный король · a7 чёрная пешка · b7 чёрная пешка · c7 чёрная пешка · d7 чёрная пешка · g7 чёрная пешка · h7 чёрный конь · c6 белый конь · b5 белый король · h5 белая пешка · a4 белая ладья · b4 белая пешка · h4 чёрная пешка · a3 чёрная пешка · a2 белая пешка · c2 белая пешка · d2 белая пешка · e2 белая пешка · f2 белая пешка · g2 белая пешка · c1 чёрная ладья · f1 белый слон · h1 чёрный конь | a8 чёрная ладья · c8 чёрный слон · e8 чёрный король · a7 чёрная пешка · b7 чёрная пешка · c7 чёрная пешка · d7 чёрная пешка · g7 чёрная пешка · h7 чёрный конь · c6 белый конь · b5 белый король · h5 белая пешка · a4 белая ладья · b4 белая пешка · h4 чёрная пешка · a3 чёрная пешка · a2 белая пешка · c2 белая пешка · d2 белая пешка · e2 белая пешка · f2 белая пешка · g2 белая пешка · c1 чёрная ладья · f1 белый слон · h1 чёрный конь | a8 чёрная ладья · c8 чёрный слон · e8 чёрный король · a7 чёрная пешка · b7 чёрная пешка · c7 чёрная пешка · d7 чёрная пешка · g7 чёрная пешка · h7 чёрный конь · c6 белый конь · b5 белый король · h5 белая пешка · a4 белая ладья · b4 белая пешка · h4 чёрная пешка · a3 чёрная пешка · a2 белая пешка · c2 белая пешка · d2 белая пешка · e2 белая пешка · f2 белая пешка · g2 белая пешка · c1 чёрная ладья · f1 белый слон · h1 чёрный конь | a8 чёрная ладья · c8 чёрный слон · e8 чёрный король · a7 чёрная пешка · b7 чёрная пешка · c7 чёрная пешка · d7 чёрная пешка · g7 чёрная пешка · h7 чёрный конь · c6 белый конь · b5 белый король · h5 белая пешка · a4 белая ладья · b4 белая пешка · h4 чёрная пешка · a3 чёрная пешка · a2 белая пешка · c2 белая пешка · d2 белая пешка · e2 белая пешка · f2 белая пешка · g2 белая пешка · c1 чёрная ладья · f1 белый слон · h1 чёрный конь | a8 чёрная ладья · c8 чёрный слон · e8 чёрный король · a7 чёрная пешка · b7 чёрная пешка · c7 чёрная пешка · d7 чёрная пешка · g7 чёрная пешка · h7 чёрный конь · c6 белый конь · b5 белый король · h5 белая пешка · a4 белая ладья · b4 белая пешка · h4 чёрная пешка · a3 чёрная пешка · a2 белая пешка · c2 белая пешка · d2 белая пешка · e2 белая пешка · f2 белая пешка · g2 белая пешка · c1 чёрная ладья · f1 белый слон · h1 чёрный конь | a8 чёрная ладья · c8 чёрный слон · e8 чёрный король · a7 чёрная пешка · b7 чёрная пешка · c7 чёрная пешка · d7 чёрная пешка · g7 чёрная пешка · h7 чёрный конь · c6 белый конь · b5 белый король · h5 белая пешка · a4 белая ладья · b4 белая пешка · h4 чёрная пешка · a3 чёрная пешка · a2 белая пешка · c2 белая пешка · d2 белая пешка · e2 белая пешка · f2 белая пешка · g2 белая пешка · c1 чёрная ладья · f1 белый слон · h1 чёрный конь | 5 |
| 4 | a8 чёрная ладья · c8 чёрный слон · e8 чёрный король · a7 чёрная пешка · b7 чёрная пешка · c7 чёрная пешка · d7 чёрная пешка · g7 чёрная пешка · h7 чёрный конь · c6 белый конь · b5 белый король · h5 белая пешка · a4 белая ладья · b4 белая пешка · h4 чёрная пешка · a3 чёрная пешка · a2 белая пешка · c2 белая пешка · d2 белая пешка · e2 белая пешка · f2 белая пешка · g2 белая пешка · c1 чёрная ладья · f1 белый слон · h1 чёрный конь | a8 чёрная ладья · c8 чёрный слон · e8 чёрный король · a7 чёрная пешка · b7 чёрная пешка · c7 чёрная пешка · d7 чёрная пешка · g7 чёрная пешка · h7 чёрный конь · c6 белый конь · b5 белый король · h5 белая пешка · a4 белая ладья · b4 белая пешка · h4 чёрная пешка · a3 чёрная пешка · a2 белая пешка · c2 белая пешка · d2 белая пешка · e2 белая пешка · f2 белая пешка · g2 белая пешка · c1 чёрная ладья · f1 белый слон · h1 чёрный конь | a8 чёрная ладья · c8 чёрный слон · e8 чёрный король · a7 чёрная пешка · b7 чёрная пешка · c7 чёрная пешка · d7 чёрная пешка · g7 чёрная пешка · h7 чёрный конь · c6 белый конь · b5 белый король · h5 белая пешка · a4 белая ладья · b4 белая пешка · h4 чёрная пешка · a3 чёрная пешка · a2 белая пешка · c2 белая пешка · d2 белая пешка · e2 белая пешка · f2 белая пешка · g2 белая пешка · c1 чёрная ладья · f1 белый слон · h1 чёрный конь | a8 чёрная ладья · c8 чёрный слон · e8 чёрный король · a7 чёрная пешка · b7 чёрная пешка · c7 чёрная пешка · d7 чёрная пешка · g7 чёрная пешка · h7 чёрный конь · c6 белый конь · b5 белый король · h5 белая пешка · a4 белая ладья · b4 белая пешка · h4 чёрная пешка · a3 чёрная пешка · a2 белая пешка · c2 белая пешка · d2 белая пешка · e2 белая пешка · f2 белая пешка · g2 белая пешка · c1 чёрная ладья · f1 белый слон · h1 чёрный конь | a8 чёрная ладья · c8 чёрный слон · e8 чёрный король · a7 чёрная пешка · b7 чёрная пешка · c7 чёрная пешка · d7 чёрная пешка · g7 чёрная пешка · h7 чёрный конь · c6 белый конь · b5 белый король · h5 белая пешка · a4 белая ладья · b4 белая пешка · h4 чёрная пешка · a3 чёрная пешка · a2 белая пешка · c2 белая пешка · d2 белая пешка · e2 белая пешка · f2 белая пешка · g2 белая пешка · c1 чёрная ладья · f1 белый слон · h1 чёрный конь | a8 чёрная ладья · c8 чёрный слон · e8 чёрный король · a7 чёрная пешка · b7 чёрная пешка · c7 чёрная пешка · d7 чёрная пешка · g7 чёрная пешка · h7 чёрный конь · c6 белый конь · b5 белый король · h5 белая пешка · a4 белая ладья · b4 белая пешка · h4 чёрная пешка · a3 чёрная пешка · a2 белая пешка · c2 белая пешка · d2 белая пешка · e2 белая пешка · f2 белая пешка · g2 белая пешка · c1 чёрная ладья · f1 белый слон · h1 чёрный конь | a8 чёрная ладья · c8 чёрный слон · e8 чёрный король · a7 чёрная пешка · b7 чёрная пешка · c7 чёрная пешка · d7 чёрная пешка · g7 чёрная пешка · h7 чёрный конь · c6 белый конь · b5 белый король · h5 белая пешка · a4 белая ладья · b4 белая пешка · h4 чёрная пешка · a3 чёрная пешка · a2 белая пешка · c2 белая пешка · d2 белая пешка · e2 белая пешка · f2 белая пешка · g2 белая пешка · c1 чёрная ладья · f1 белый слон · h1 чёрный конь | a8 чёрная ладья · c8 чёрный слон · e8 чёрный король · a7 чёрная пешка · b7 чёрная пешка · c7 чёрная пешка · d7 чёрная пешка · g7 чёрная пешка · h7 чёрный конь · c6 белый конь · b5 белый король · h5 белая пешка · a4 белая ладья · b4 белая пешка · h4 чёрная пешка · a3 чёрная пешка · a2 белая пешка · c2 белая пешка · d2 белая пешка · e2 белая пешка · f2 белая пешка · g2 белая пешка · c1 чёрная ладья · f1 белый слон · h1 чёрный конь | 4 |
| 3 | a8 чёрная ладья · c8 чёрный слон · e8 чёрный король · a7 чёрная пешка · b7 чёрная пешка · c7 чёрная пешка · d7 чёрная пешка · g7 чёрная пешка · h7 чёрный конь · c6 белый конь · b5 белый король · h5 белая пешка · a4 белая ладья · b4 белая пешка · h4 чёрная пешка · a3 чёрная пешка · a2 белая пешка · c2 белая пешка · d2 белая пешка · e2 белая пешка · f2 белая пешка · g2 белая пешка · c1 чёрная ладья · f1 белый слон · h1 чёрный конь | a8 чёрная ладья · c8 чёрный слон · e8 чёрный король · a7 чёрная пешка · b7 чёрная пешка · c7 чёрная пешка · d7 чёрная пешка · g7 чёрная пешка · h7 чёрный конь · c6 белый конь · b5 белый король · h5 белая пешка · a4 белая ладья · b4 белая пешка · h4 чёрная пешка · a3 чёрная пешка · a2 белая пешка · c2 белая пешка · d2 белая пешка · e2 белая пешка · f2 белая пешка · g2 белая пешка · c1 чёрная ладья · f1 белый слон · h1 чёрный конь | a8 чёрная ладья · c8 чёрный слон · e8 чёрный король · a7 чёрная пешка · b7 чёрная пешка · c7 чёрная пешка · d7 чёрная пешка · g7 чёрная пешка · h7 чёрный конь · c6 белый конь · b5 белый король · h5 белая пешка · a4 белая ладья · b4 белая пешка · h4 чёрная пешка · a3 чёрная пешка · a2 белая пешка · c2 белая пешка · d2 белая пешка · e2 белая пешка · f2 белая пешка · g2 белая пешка · c1 чёрная ладья · f1 белый слон · h1 чёрный конь | a8 чёрная ладья · c8 чёрный слон · e8 чёрный король · a7 чёрная пешка · b7 чёрная пешка · c7 чёрная пешка · d7 чёрная пешка · g7 чёрная пешка · h7 чёрный конь · c6 белый конь · b5 белый король · h5 белая пешка · a4 белая ладья · b4 белая пешка · h4 чёрная пешка · a3 чёрная пешка · a2 белая пешка · c2 белая пешка · d2 белая пешка · e2 белая пешка · f2 белая пешка · g2 белая пешка · c1 чёрная ладья · f1 белый слон · h1 чёрный конь | a8 чёрная ладья · c8 чёрный слон · e8 чёрный король · a7 чёрная пешка · b7 чёрная пешка · c7 чёрная пешка · d7 чёрная пешка · g7 чёрная пешка · h7 чёрный конь · c6 белый конь · b5 белый король · h5 белая пешка · a4 белая ладья · b4 белая пешка · h4 чёрная пешка · a3 чёрная пешка · a2 белая пешка · c2 белая пешка · d2 белая пешка · e2 белая пешка · f2 белая пешка · g2 белая пешка · c1 чёрная ладья · f1 белый слон · h1 чёрный конь | a8 чёрная ладья · c8 чёрный слон · e8 чёрный король · a7 чёрная пешка · b7 чёрная пешка · c7 чёрная пешка · d7 чёрная пешка · g7 чёрная пешка · h7 чёрный конь · c6 белый конь · b5 белый король · h5 белая пешка · a4 белая ладья · b4 белая пешка · h4 чёрная пешка · a3 чёрная пешка · a2 белая пешка · c2 белая пешка · d2 белая пешка · e2 белая пешка · f2 белая пешка · g2 белая пешка · c1 чёрная ладья · f1 белый слон · h1 чёрный конь | a8 чёрная ладья · c8 чёрный слон · e8 чёрный король · a7 чёрная пешка · b7 чёрная пешка · c7 чёрная пешка · d7 чёрная пешка · g7 чёрная пешка · h7 чёрный конь · c6 белый конь · b5 белый король · h5 белая пешка · a4 белая ладья · b4 белая пешка · h4 чёрная пешка · a3 чёрная пешка · a2 белая пешка · c2 белая пешка · d2 белая пешка · e2 белая пешка · f2 белая пешка · g2 белая пешка · c1 чёрная ладья · f1 белый слон · h1 чёрный конь | a8 чёрная ладья · c8 чёрный слон · e8 чёрный король · a7 чёрная пешка · b7 чёрная пешка · c7 чёрная пешка · d7 чёрная пешка · g7 чёрная пешка · h7 чёрный конь · c6 белый конь · b5 белый король · h5 белая пешка · a4 белая ладья · b4 белая пешка · h4 чёрная пешка · a3 чёрная пешка · a2 белая пешка · c2 белая пешка · d2 белая пешка · e2 белая пешка · f2 белая пешка · g2 белая пешка · c1 чёрная ладья · f1 белый слон · h1 чёрный конь | 3 |
| 2 | a8 чёрная ладья · c8 чёрный слон · e8 чёрный король · a7 чёрная пешка · b7 чёрная пешка · c7 чёрная пешка · d7 чёрная пешка · g7 чёрная пешка · h7 чёрный конь · c6 белый конь · b5 белый король · h5 белая пешка · a4 белая ладья · b4 белая пешка · h4 чёрная пешка · a3 чёрная пешка · a2 белая пешка · c2 белая пешка · d2 белая пешка · e2 белая пешка · f2 белая пешка · g2 белая пешка · c1 чёрная ладья · f1 белый слон · h1 чёрный конь | a8 чёрная ладья · c8 чёрный слон · e8 чёрный король · a7 чёрная пешка · b7 чёрная пешка · c7 чёрная пешка · d7 чёрная пешка · g7 чёрная пешка · h7 чёрный конь · c6 белый конь · b5 белый король · h5 белая пешка · a4 белая ладья · b4 белая пешка · h4 чёрная пешка · a3 чёрная пешка · a2 белая пешка · c2 белая пешка · d2 белая пешка · e2 белая пешка · f2 белая пешка · g2 белая пешка · c1 чёрная ладья · f1 белый слон · h1 чёрный конь | a8 чёрная ладья · c8 чёрный слон · e8 чёрный король · a7 чёрная пешка · b7 чёрная пешка · c7 чёрная пешка · d7 чёрная пешка · g7 чёрная пешка · h7 чёрный конь · c6 белый конь · b5 белый король · h5 белая пешка · a4 белая ладья · b4 белая пешка · h4 чёрная пешка · a3 чёрная пешка · a2 белая пешка · c2 белая пешка · d2 белая пешка · e2 белая пешка · f2 белая пешка · g2 белая пешка · c1 чёрная ладья · f1 белый слон · h1 чёрный конь | a8 чёрная ладья · c8 чёрный слон · e8 чёрный король · a7 чёрная пешка · b7 чёрная пешка · c7 чёрная пешка · d7 чёрная пешка · g7 чёрная пешка · h7 чёрный конь · c6 белый конь · b5 белый король · h5 белая пешка · a4 белая ладья · b4 белая пешка · h4 чёрная пешка · a3 чёрная пешка · a2 белая пешка · c2 белая пешка · d2 белая пешка · e2 белая пешка · f2 белая пешка · g2 белая пешка · c1 чёрная ладья · f1 белый слон · h1 чёрный конь | a8 чёрная ладья · c8 чёрный слон · e8 чёрный король · a7 чёрная пешка · b7 чёрная пешка · c7 чёрная пешка · d7 чёрная пешка · g7 чёрная пешка · h7 чёрный конь · c6 белый конь · b5 белый король · h5 белая пешка · a4 белая ладья · b4 белая пешка · h4 чёрная пешка · a3 чёрная пешка · a2 белая пешка · c2 белая пешка · d2 белая пешка · e2 белая пешка · f2 белая пешка · g2 белая пешка · c1 чёрная ладья · f1 белый слон · h1 чёрный конь | a8 чёрная ладья · c8 чёрный слон · e8 чёрный король · a7 чёрная пешка · b7 чёрная пешка · c7 чёрная пешка · d7 чёрная пешка · g7 чёрная пешка · h7 чёрный конь · c6 белый конь · b5 белый король · h5 белая пешка · a4 белая ладья · b4 белая пешка · h4 чёрная пешка · a3 чёрная пешка · a2 белая пешка · c2 белая пешка · d2 белая пешка · e2 белая пешка · f2 белая пешка · g2 белая пешка · c1 чёрная ладья · f1 белый слон · h1 чёрный конь | a8 чёрная ладья · c8 чёрный слон · e8 чёрный король · a7 чёрная пешка · b7 чёрная пешка · c7 чёрная пешка · d7 чёрная пешка · g7 чёрная пешка · h7 чёрный конь · c6 белый конь · b5 белый король · h5 белая пешка · a4 белая ладья · b4 белая пешка · h4 чёрная пешка · a3 чёрная пешка · a2 белая пешка · c2 белая пешка · d2 белая пешка · e2 белая пешка · f2 белая пешка · g2 белая пешка · c1 чёрная ладья · f1 белый слон · h1 чёрный конь | a8 чёрная ладья · c8 чёрный слон · e8 чёрный король · a7 чёрная пешка · b7 чёрная пешка · c7 чёрная пешка · d7 чёрная пешка · g7 чёрная пешка · h7 чёрный конь · c6 белый конь · b5 белый король · h5 белая пешка · a4 белая ладья · b4 белая пешка · h4 чёрная пешка · a3 чёрная пешка · a2 белая пешка · c2 белая пешка · d2 белая пешка · e2 белая пешка · f2 белая пешка · g2 белая пешка · c1 чёрная ладья · f1 белый слон · h1 чёрный конь | 2 |
| 1 | a8 чёрная ладья · c8 чёрный слон · e8 чёрный король · a7 чёрная пешка · b7 чёрная пешка · c7 чёрная пешка · d7 чёрная пешка · g7 чёрная пешка · h7 чёрный конь · c6 белый конь · b5 белый король · h5 белая пешка · a4 белая ладья · b4 белая пешка · h4 чёрная пешка · a3 чёрная пешка · a2 белая пешка · c2 белая пешка · d2 белая пешка · e2 белая пешка · f2 белая пешка · g2 белая пешка · c1 чёрная ладья · f1 белый слон · h1 чёрный конь | a8 чёрная ладья · c8 чёрный слон · e8 чёрный король · a7 чёрная пешка · b7 чёрная пешка · c7 чёрная пешка · d7 чёрная пешка · g7 чёрная пешка · h7 чёрный конь · c6 белый конь · b5 белый король · h5 белая пешка · a4 белая ладья · b4 белая пешка · h4 чёрная пешка · a3 чёрная пешка · a2 белая пешка · c2 белая пешка · d2 белая пешка · e2 белая пешка · f2 белая пешка · g2 белая пешка · c1 чёрная ладья · f1 белый слон · h1 чёрный конь | a8 чёрная ладья · c8 чёрный слон · e8 чёрный король · a7 чёрная пешка · b7 чёрная пешка · c7 чёрная пешка · d7 чёрная пешка · g7 чёрная пешка · h7 чёрный конь · c6 белый конь · b5 белый король · h5 белая пешка · a4 белая ладья · b4 белая пешка · h4 чёрная пешка · a3 чёрная пешка · a2 белая пешка · c2 белая пешка · d2 белая пешка · e2 белая пешка · f2 белая пешка · g2 белая пешка · c1 чёрная ладья · f1 белый слон · h1 чёрный конь | a8 чёрная ладья · c8 чёрный слон · e8 чёрный король · a7 чёрная пешка · b7 чёрная пешка · c7 чёрная пешка · d7 чёрная пешка · g7 чёрная пешка · h7 чёрный конь · c6 белый конь · b5 белый король · h5 белая пешка · a4 белая ладья · b4 белая пешка · h4 чёрная пешка · a3 чёрная пешка · a2 белая пешка · c2 белая пешка · d2 белая пешка · e2 белая пешка · f2 белая пешка · g2 белая пешка · c1 чёрная ладья · f1 белый слон · h1 чёрный конь | a8 чёрная ладья · c8 чёрный слон · e8 чёрный король · a7 чёрная пешка · b7 чёрная пешка · c7 чёрная пешка · d7 чёрная пешка · g7 чёрная пешка · h7 чёрный конь · c6 белый конь · b5 белый король · h5 белая пешка · a4 белая ладья · b4 белая пешка · h4 чёрная пешка · a3 чёрная пешка · a2 белая пешка · c2 белая пешка · d2 белая пешка · e2 белая пешка · f2 белая пешка · g2 белая пешка · c1 чёрная ладья · f1 белый слон · h1 чёрный конь | a8 чёрная ладья · c8 чёрный слон · e8 чёрный король · a7 чёрная пешка · b7 чёрная пешка · c7 чёрная пешка · d7 чёрная пешка · g7 чёрная пешка · h7 чёрный конь · c6 белый конь · b5 белый король · h5 белая пешка · a4 белая ладья · b4 белая пешка · h4 чёрная пешка · a3 чёрная пешка · a2 белая пешка · c2 белая пешка · d2 белая пешка · e2 белая пешка · f2 белая пешка · g2 белая пешка · c1 чёрная ладья · f1 белый слон · h1 чёрный конь | a8 чёрная ладья · c8 чёрный слон · e8 чёрный король · a7 чёрная пешка · b7 чёрная пешка · c7 чёрная пешка · d7 чёрная пешка · g7 чёрная пешка · h7 чёрный конь · c6 белый конь · b5 белый король · h5 белая пешка · a4 белая ладья · b4 белая пешка · h4 чёрная пешка · a3 чёрная пешка · a2 белая пешка · c2 белая пешка · d2 белая пешка · e2 белая пешка · f2 белая пешка · g2 белая пешка · c1 чёрная ладья · f1 белый слон · h1 чёрный конь | a8 чёрная ладья · c8 чёрный слон · e8 чёрный король · a7 чёрная пешка · b7 чёрная пешка · c7 чёрная пешка · d7 чёрная пешка · g7 чёрная пешка · h7 чёрный конь · c6 белый конь · b5 белый король · h5 белая пешка · a4 белая ладья · b4 белая пешка · h4 чёрная пешка · a3 чёрная пешка · a2 белая пешка · c2 белая пешка · d2 белая пешка · e2 белая пешка · f2 белая пешка · g2 белая пешка · c1 чёрная ладья · f1 белый слон · h1 чёрный конь | 1 |
|   | a | b | c | d | e | f | g | h |   |

В обычной нотации игра протекала так: 1…dc+ 2.Кра5 Cg4 3.f3 0—0—0 4.fg Лd6 5.g5 Лh6 6.gh g5!

## В культуре
- Ретроградный анализ шахматной позиции используют герои романа Артуро Перес-Реверте «Фламандская доска».